# Бірорі
Бірорі (італ. Birori, сард. Bìroro) — муніципалітет в Італії, у регіоні Сардинія, провінція Нуоро.
Бірорі розташоване на відстані близько 360 км на південний захід від Рима, 120 км на північ від Кальярі, 45 км на захід від Нуоро.
Населення — 555 осіб (2014).
Щорічний фестиваль відбувається 30 листопада. Покровитель — S. Andrea apostolo.

## Демографія
Населення за роками:

Станом на 1 січня 2023 року в муніципалітеті офіційно проживало 14 іноземців з 5 країн, серед них 4 громадяни країн Євросоюзу.

## Сусідні муніципалітети
- Бороре
- Бортігалі
- Дуалькі
- Макомер